# Andrzej Chlebicki
Andrzej Chlebicki (ur. 1949 w Świdnicy) – polski botanik, mykolog i herpetolog, profesor zwyczajny. W 1974 ukończył studia na Wydziale Biologii i Nauk o Ziemi Uniwersytetu Wrocławskiego. Od 1994 jest pracownikiem Zakładu Mikologii (obecnie Mykologii) w Instytut Botaniki PAN, którego w 2004 został kierownikiem. Nominację profesorską otrzymał w 2012. 
Tematyka jego prac obejmuje głównie rząd Xylariales i klad Dothideomycotina. W swoich publikacjach opisał m.in. gatunki:

- Anthracoidea stenocarpa Chleb. (2002)
- Lophium igoschinae Chleb. (2001)
- Microbotryum adenopetalae M. Lutz et al. (2008)
- Microbotryum bardanense Chleb. & Suková (2005)
- Protoventuria juniperina Chleb. (2009)
- Trichometasphaeria barriae Chleb. (2009)